# Four Jills in a Jeep
Pour plus de détails, voir Fiche technique et Distribution.
Four Jills in a Jeep est un film musical américain réalisé par William A. Seiter, sorti en 1944.

## Synopsis
Cette histoire est basée sur les expériences de quatre des nombreux artistes qui apportent le divertissement aux hommes en uniforme de l'Amérique sur les théâtres de guerre ainsi que dans les camps au pays. Les acteurs qui participent à ce programme de divertissement mondial considèrent comme un privilège d'alléger un peu les épreuves endurées par nos combattants et de partager, dans une certaine mesure, leurs expériences dans les zones de combat.

## Fiche technique
- Titre original : Four Jills in a Jeep
- Réalisation : William A. Seiter
- Scénario : Carole Landis
- Producteur : Irving Starr
- Société de production : Twentieth Century Fox
- Photographie :
- Musique : Hugo Friedhofer,Arthur Lange, Cyril J. Mockridge
- Chansons :
- Chorégraphie :
- Décors :
- Costumes :
- Montage :
- Pays d'origine :  États-Unis
- Langue : anglais
- Format : Couleur (Technicolor)
- Genre : film musical
- Durée : 89 minutes
- Date de sortie : 
  - États-Unis : 17 mars 1944

## Distribution
- Kay Francis
- Carole Landis
- Martha Raye
- Mitzi Mayfair
- Jimmy Dorsey
- John Harvey
- Phil Silvers
- Dick Haymes
- Alice Faye
- Betty Grable
- Carmen Miranda
- George Jessel
- Mary Servoss